# 会津三十三観音
会津三十三観音（あいづさんじゅうさんかんのん）は、旧陸奥国会津地方（現在の福島県会津地方）にある33ヶ所の観音霊場である。子宝を願う新妻等、女性の巡礼が多いことで古くから知られる。

## 歴史
1643年（寛永20年）頃、会津藩祖の保科正之が領民の伊勢神宮や熊野神社参拝、西国三十三所巡礼などにより多額の財が会津領内から流出することを危惧して定めたと言われている。
2016年（平成28年）、会津地方17市町村の連名で「会津の三十三観音めぐり 〜巡礼を通して観た往時の会津の文化〜」として日本遺産に申請し、認定された。

## 一覧
| No.  | 名称            | 通称       | 宗旨           | 札所本尊     | 所在地                               | 備考           |
| ---- | --------------- | ---------- | -------------- | ------------ | ------------------------------------ | -------------- |
| 1    | 紅梅山 常安寺   | 大木観音   | 真言宗豊山派   | 十一面観世音 | 喜多方市塩川町大田木字塚田3281-1     |                |
| 2    | 物宝山 良縁寺   | 松野観音   | 曹洞宗         | 千手観世音   | 喜多方市慶徳町松舞家字松野730        |                |
| 3    | 長流山 金泉寺   | 綾金観音   | 曹洞宗         | 十一面観世音 | 喜多方市豊川町米室綾金155            |                |
| 4    | 吉例山 徳勝寺   | 高吉観音   | 真言宗智山派   | 十一面観世音 | 喜多方市豊川町米室字高吉4415         |                |
| 5    | 護法山 示現寺   | 熱塩観音   | 曹洞宗         | 千手観世音   | 喜多方市熱塩加納町熱塩字熱塩甲795    |                |
| 6    | 松島山 勝福寺   | 勝観音     | 真言宗豊山派   | 十一面観世音 | 喜多方市関紫町三津井字堂ノ上630-1    |                |
| 7    | 紫雲山 光明寺   | 熊倉観音   | 浄土宗         | 千手観世音   | 喜多方市熊倉町熊倉字熊倉837          |                |
| 8    | 大雲山 観音寺   | 竹屋観音   | 曹洞宗         | 如意輪観世音 | 喜多方市塩川町中屋沢台畑丙697        |                |
| 9    | 福聚山 大光寺   | 遠田観音   | 曹洞宗         | 千手観世音   | 喜多方市塩川町遠田谷地中3227         |                |
| 10   | 瑠璃光山 勝常寺 | 勝常観音   | 真言宗豊山派   | 十一面観世音 | 湯川村大字勝常字代舞1764             |                |
| 11   | 流古山 万蔵寺   | 束原観音   | 天台宗         | 馬頭観世音   | 会津坂下町束原字東1516               |                |
| 12   | 福聚山 養泉寺   | 田村山観音 | 真言宗豊山派   | 聖観世音     | 会津若松市北会津町田村山堂ノ下146    |                |
| 13   | 福聚山 観音寺   | 舘観音     | 真言宗智山派   | 聖観世音     | 会津若松市北会津町舘17               |                |
| 14   | 松命山 蓮華寺   | 下荒井観音 | 真言宗         | 聖観世音     | 会津若松市北会津町下荒井60           | 明治時代に廃寺 |
| 15   | 吉高山 福昌寺   | 高瀬観音   | 曹洞宗         | 十一面観世音 | 会津若松市神指町高瀬81               |                |
| 16   | 広沢山 国姓寺   | 平沢観音   | 曹洞宗         | 聖観世音     | 会津若松市町北町中沢字平沢419        |                |
| 17   | 妙吉山 密蔵院   | 中ノ明観音 | 真言宗豊山派   | 聖観世音     | 会津若松市町北町大字始字中ノ明119-2  |                |
| 18   | 一箕山 滝沢寺   | 滝沢観音   | -              | 聖観世音     | 会津若松市一箕町八幡滝沢             | 明治時代に廃寺 |
| 19   | 石塚山 蓮台寺   | 石塚観音   | 真言宗         | 千手観世音   | 会津若松市川原町5-50                 |                |
| 20   | 神護山 照谷寺   | 御山観音   | 天台宗         | 聖観世音     | 会津若松市門田町大字御山字館山甲3080 |                |
| 21   | 左下山 観音寺   | 左下り観音 | 臨済宗妙心寺派 | 聖観世音     | 会津美里町大石字左下り1173           |                |
| 22   | 空窪山 自福寺   | 相川観音   | 曹洞宗         | 十一面観世音 | 会津美里町氷玉字前山丁3650           |                |
| 23   | 高倉山 法華寺   | 高倉観音   | 天台宗         | 十一面観世音 | 会津美里町字丸山乙691                |                |
| 24   | 日当山 日輪寺   | 関山観音   | 真言宗豊山派   | 十一面観世音 | 会津美里町氷玉字関山乙381            |                |
| 25   | 延命山 常楽寺   | 領家観音   | 曹洞宗         | 十一面観世音 | 会津美里町藤家館字領家194            |                |
| 26   | 日用山 福生寺   | 富岡観音   | 天台宗         | 十一面観世音 | 会津美里町冨川字冨岡27               |                |
| 27   | 牛伏山 仁王寺   | 大岩観音   | 天台宗         | 聖観世音     | 会津美里町吉田字村中甲167            | 登山約3km      |
| 28   | 高田山 天王寺   | 高田観音   | 天台宗         | 十一面観世音 | 会津美里町字高田甲2968               |                |
| 29   | 雷電山 法用寺   | 雀林観音   | 天台宗         | 十一面観世音 | 会津美里町雀林三番山下3554           |                |
| 30   | 普門山 弘安寺   | 中田観音   | 曹洞宗         | 十一面観世音 | 会津美里町米田字堂ノ後甲147          |                |
| 31   | 金塔山 恵隆寺   | 塔寺観音   | 真言宗豊山派   | 千手観世音   | 会津坂下町塔寺字松原2944             |                |
| 32   | 清光山 浄泉寺   | 青津観音   | 曹洞宗         | 聖観世音     | 会津坂下町大字青津71                 |                |
| 33   | 羽黒山 西光寺   | 御池観音   | 曹洞宗         | 聖観世音     | 会津坂下町大字御池田字寺ノ前1520     |                |
| 番外 | 道樹山 龍興寺   | 浮身観音   | 天台宗         | 十一面観世音 | 会津美里町字龍興寺北甲2222-3         |                |
| 番外 | 霊巌山 圓蔵寺   | 柳津観音   | 臨済宗妙心寺派 | 聖観世音     | 柳津町大字柳津字寺家町甲176          |                |
| 番外 | 金剛山 如法寺   | 鳥追観音   | 真言宗室生寺派 | 聖観世音     | 西会津町野沢字如法寺乙3533           | 結願所         |

## 交通手段
「極上の会津」公式サイトでは、会津若松駅から車を使って一泊二日で巡るコースをモデルコースとして紹介している。